# Catolicosado de Aghtamar

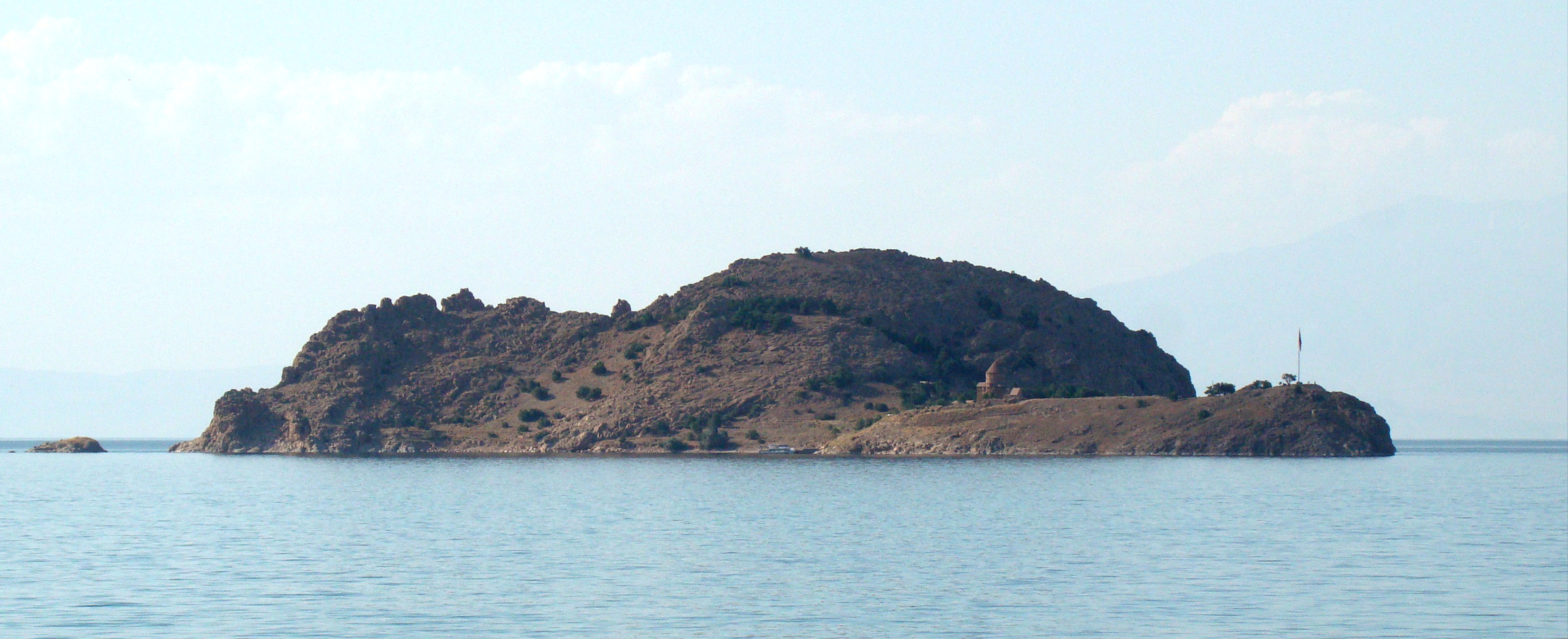
Isla Akdamar

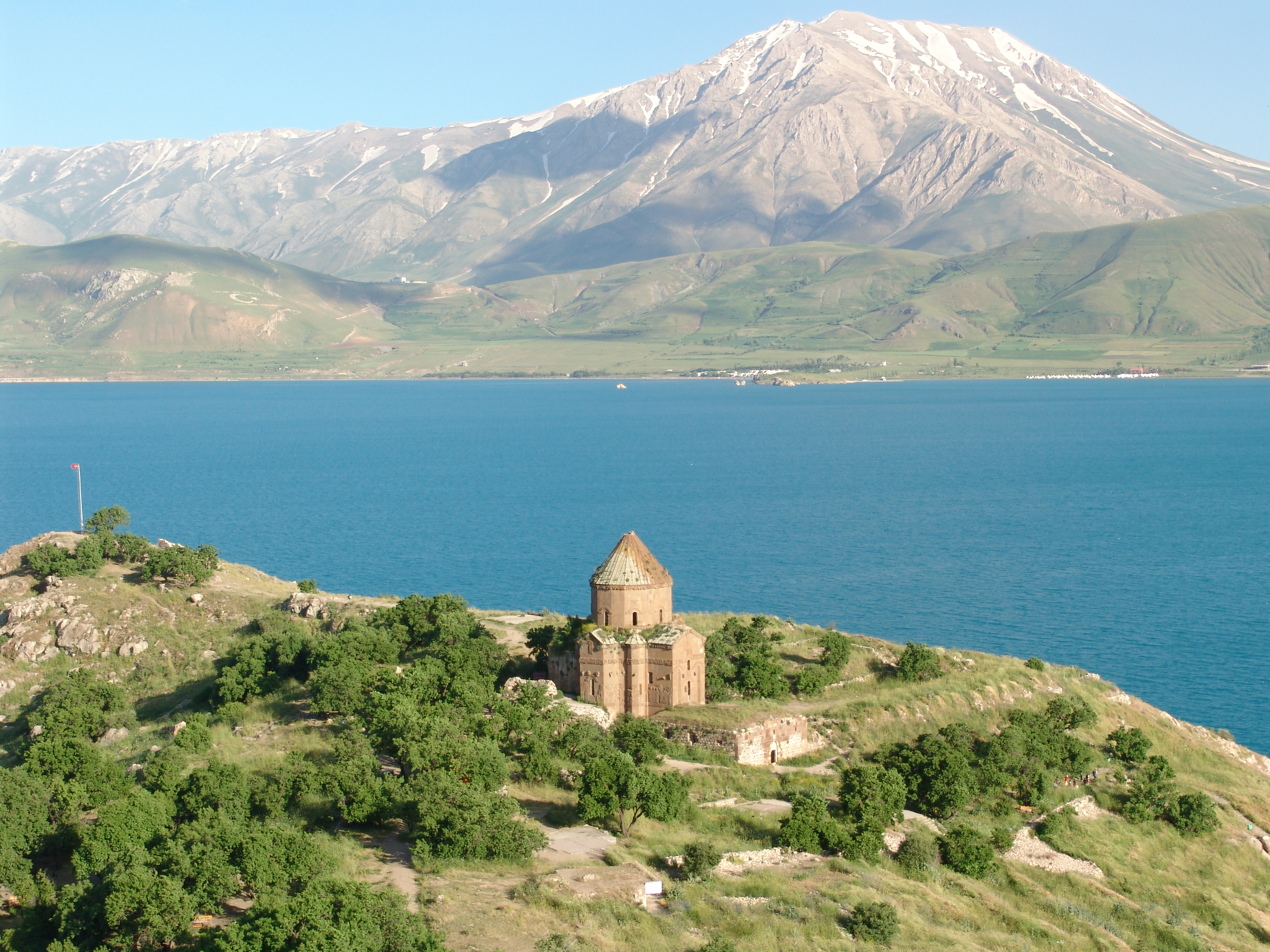
Catedral de la Santa Cruz

El catolicosado de Aghtamar (en armenio: Աղթամարի կաթողիկոսութիւն, romanizado: Aġt’amari kat’oġikosut’iun) fue uno de los catolicosados de la Iglesia apostólica armenia durante unos ocho siglos, cuya sede se encontraba en la isla Aghtamar (en turco: Akdamar Adası) en el lago de Van, cerca de la ciudad de Van en la actual Turquía.

## Territorio y organización
En sus inicios el catolicosado de Aghtamar incluía dentro de su jurisdicción las provincias de Siunik y Artaz (Macu), pero para el siglo XIV sólo incluía las diócesis de Ardjech, Khelat, Berkri, Khizan. En los siglos siguientes se redujo y se expandió según las circunstancias cambiantes. Entre los siglos XVI y XVII Aghtamar intentó extender su jurisdicción sobre las diócesis de Van, Berkri, Ardjech, Khelat, Bitlis, Mouch, Khochap, y hasta a Amida.
La jurisdicción de los catolicós de Aghtamar se fue reduciendo hasta quedar solo sobre Vaspurakan, en el área alrededor del lago Van, aunque perdieron la ciudad de Van en el siglo XIX. Como el catolicós de Cilicia en Sis (hoy en Antelias) el de Aghtamar no fue considerado cismático en los tiempos modernos, sino como catolicós regional (similar a los patriarcados armenios de Constantinopla y Jerusalén). Los catolicós de Aghtamar tuvieron el privilegio de ordenar obispos y consagrar el myron. En los siglos XVI y XVII el antiguo centro de la cultura armenia oriental de finales de la Edad Media perdió su carisma y finalmente fue reemplazado por el monasterio de Varag con su dinámico gobernante Chrimian Hayrig a más tardar en el siglo XIX.
El patriarca de Constantinopla, Malachia Ormanian, en su libro The Church of Armenia: her history,... cuyo prefacio en francés está fechado el 1 de junio de 1910, dejó una cuadro detallado de las prelacías del catolicosado.
| Prelacía         | Jerarca   | Parroquias | Iglesias | Apostólicos | Protestantes | Total de armenios cristianos apostólicos y protestantes | Valiato | Sanjacatos (kazas)                      |
| ---------------- | --------- | ---------- | -------- | ----------- | ------------ | ------------------------------------------------------- | ------- | --------------------------------------- |
| Aghtamar         | catolicós | 130        | 203      | 70 000      | 500          | 70 500                                                  | Adana   | Van (kazas de: Gevaş, Çatak y Kardigan) |
| Khizan (o Hizan) | obispo    | 64         | 59       | 25 000      | -            | 25 000                                                  | Bitlis  | Bitlis (solo la kaza de Hizan)          |
| Total            | -         | 194        | 272      | 95 000      | 500          | 95 500                                                  |         |                                         |

En 1916 su jurisdicción y bienes fueron subsumidos en el patriarcado de Constantinopla.

## Historia

### Establecimiento
El catolicosado fue establecido por el arzobispo Davit Thornikian, que estaba relacionado con los Arcruni, la dinastía gobernante del reino armenio independiente de Vaspurakan. En 1113 en el Karmir Vank (monasterio Rojo) en el principado de Kesun el catolicós de todos los armenios Barseg I Anetsi presentó a su pariente Gregorio III Pahlavouni de 20 años de edad como su sucesor. Al morir ese año el catolicós su elección fue respetada. El obispo de Aghtamar Davit se opuso a esta elección y un sínodo del obispo y 5 sacerdotes locales, destacando la juventud de Gregorio y el hecho de que el trono de los catolicós de todos los armenios estaba en Dzovk fuera de la Gran Armenia, así como antes el trono del patriarca supremo de la Iglesia apostólica armenia había estado en Aghtamar (cuando huyó de los gobernantes musulmanes de Ani, se le ofreció refugio en Aghtamar, aunque permaneció menos de un año) y reliquias de san Gregorio el Iluminador se guardaban allí, eligió al obispo Davit como catolicóos de Armenia. 
Los catolicós de Aghtamar inicialmente reclamaron jurisdicción general y suprema sobre el cristianismo armenio. En 1114 el Consejo Nacional de la Iglesia apostólica armenia, al que asistieron 2500 obispos, monjes y príncipes de Cilicia, de las nuevas tierras armenias y de la Armenia original, aprobó a Gregorio III Pakhlavuni como catolicós, por lo que Davit fue excomulgado, aunque se negó a aceptarlo e inició un catolicosado paralelo. Los arzobispos relacionados con la familia Arcruni se sucedieron como catolicós de Aghtamar hasta 1272, generalmente en la secuencia de tío a sobrino, hasta que la familia Sefediniana se hizo cargo hasta el siglo XVI. Durante la invasión mongola de 1393-1394 el catolicós Zacharia II Nahatak fue ejecutado.

### Relación con la sede de Echmiadzin
Debido a su mayor proximidad a las áreas de asentamiento armenio en la Gran Armenia en comparación con su rival de Cilicia, el catolicós de Aghtamar ejerció temporalmente una influencia considerable allí, también judicialmente. La excomunión de Aghtamar fue levantada por el recién refundado catolicosado de Echmiadzin cerca de Vagharshapat en 1441, cuando el catolicós Zacharia III aceptó la reconciliación. Aunque los catolicós Zacharia III y su sucesor Stephanos V (1465-1487) intentaron unir a los catolicosados de Echmiadzin y de Aghtamar bajo su liderazgo.
En los tiempos modernos, la autocefalia definitivamente se perdió y el catolicosado quedó bajo la jurisdicción directa de Echmiadzin. En los siglos XVII y XVIII los catolicós de Aghtamar fueron consagrados por los catolicós de Echmiadzin. En el siglo XIX el patriarcado armenio de Constantinopla reclamó jurisdicción sobre Aghtamar e intentó varias veces derrocar a los catolicós. Para facilitar los contactos entre los extranjeros y los catolicós, el catolicós Khacatur III Shiroyan estableció una residencia en tierra firme en el monasterio de Akhavank (hoy Gevaş), en la orilla sur del lago Van. La hermandad monástica de Aghthamar usó Akhavank como monasterio de verano.

### Supresión
El catolicosado fue ampliamente desacreditado y al morir el catolicós Khacatur III Shiroyan el 24 de diciembre de 1895 quedó vacante y nunca más tuvo un titular. Esto ocurrió en medio de las Masacres hamidianas y a las disputas con Echmiadzin y a la corrupción. Las dos diócesis que formaron el catolicosado fueron transferidas a la jurisdicción del patriarcado armenio de Constantinopla. El catolicosado permaneció vacante, pero todavía hubo un locum tenens, el vardapet Arsan Markarian, quien fue asesinado en 1904. En 1915, durante el genocidio armenio, los monjes de Aghtamar fueron masacrados, la iglesia de la Santa Cruz saqueada, y los edificios monásticos destruidos. La iglesia quedó en desuso a través de las décadas después de 1915 y recibió numerosos actos de vandalismo. El obispado de Aghtamar se hundió, como las demás diócesis armenias de Asia Menor.
Por ley del 28 de julio de 1916 la justicia otomana y el Ministerio de Cultura decidieron fusionar los catolicosados de Aghtamar y de Cilicia con los dos patriarcados armenios de Constantinopla y Jerusalén. El catolicós de Cilicia Sahag II fue designado por las autoridades turcas como patriarca-catolicós de todos los armenios del Imperio otomano, con sede en Jerusalén. A diferencia de lo sucedido en Cilicia, Constantinopla y Jerusalén, el catolicosado de Aghtamar no pudo levantarse nuevamente.

### Restauración de la catedral

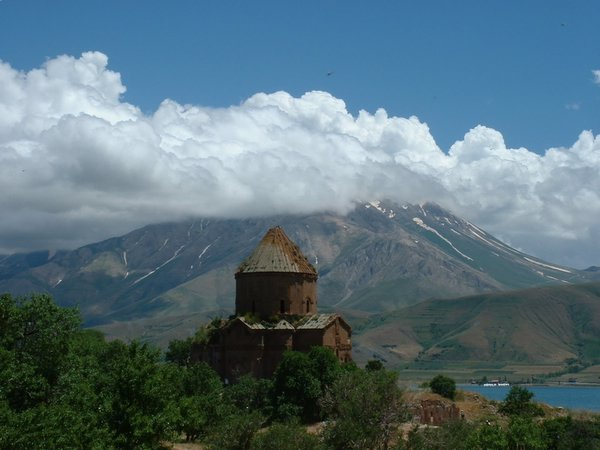
Vista de la catedral antes de su restauración.

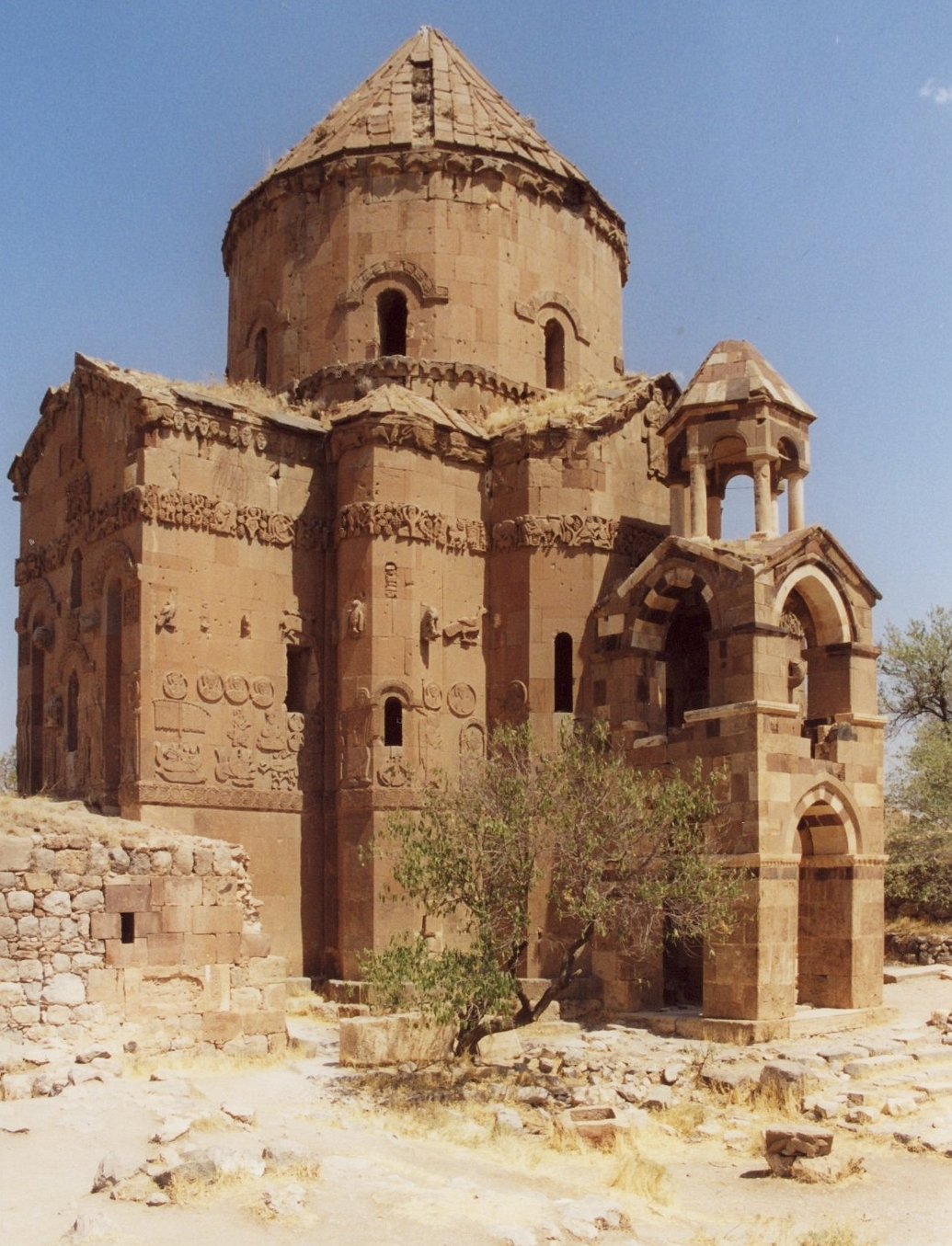
La catedral.

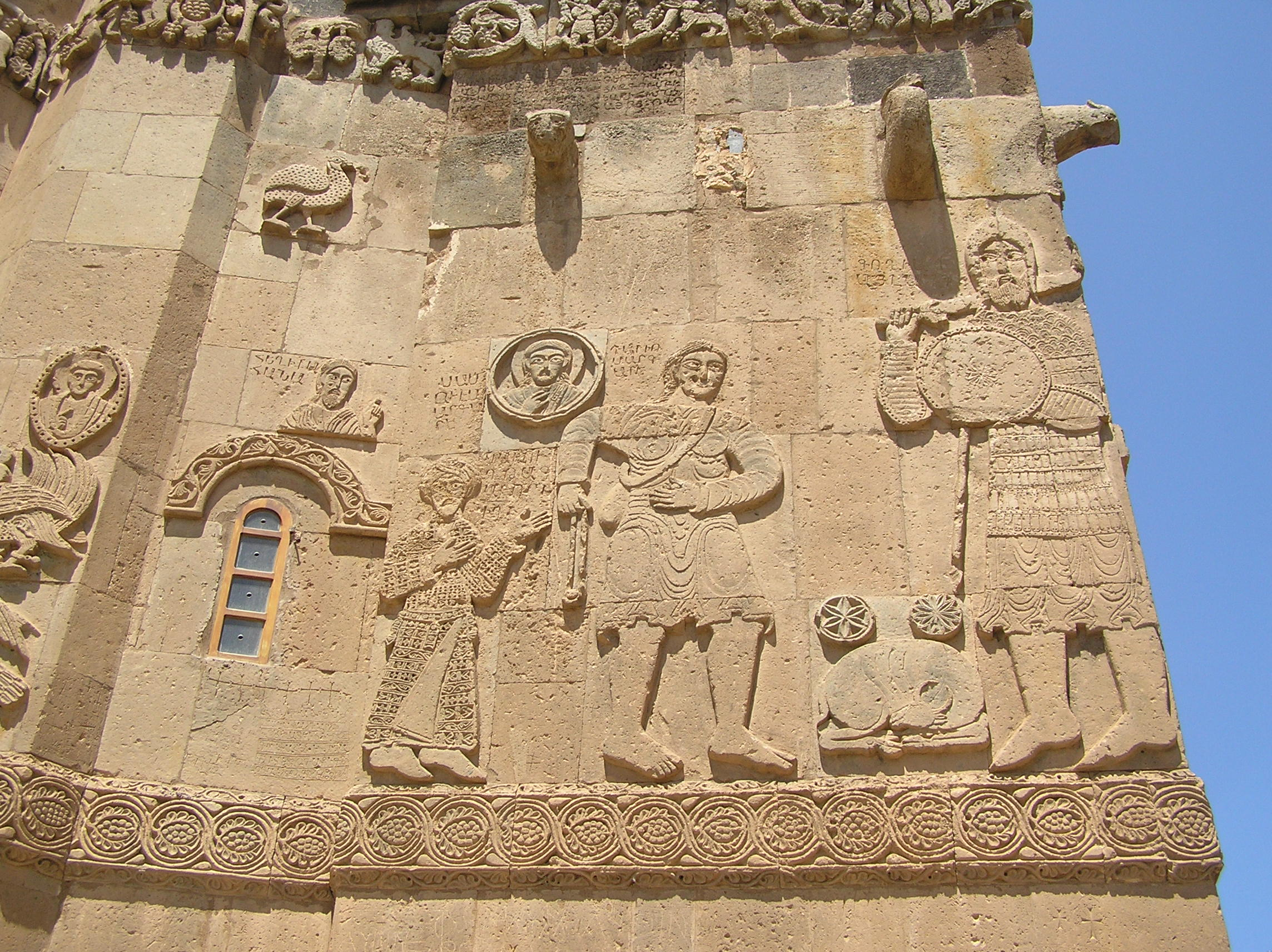
Un detalle de David Goliat en la catedral.

Cuando el escritor y periodista Yaşar Kemal visitó la isla de Akdamar en 1951, descubrió que la iglesia de la Santa Cruz estaba a punto de ser demolida y sus paredes con relieves habían sido usados como campos de tiro. Usando sus contactos ayudó a detener la destrucción planificada y el 25 de junio de 1951 el ministro de Educación de Turquía ordenó detener permanentemente su demolición. La iglesia se convirtió en una atracción turística notable en las siguientes décadas. Entre mayo de 2005 y octubre de 2006 la estructura fue cerrada a los visitantes y la iglesia se sometió a un controvertido programa de restauración. La restauración tenía un presupuesto establecido de 2 millones de liras turcas (aproximadamente 1,4 millones de dólares) y fue financiada por el Ministerio de Cultura de Turquía. Se reabrió oficialmente como museo el 29 de marzo de 2007 en una ceremonia a la que asistieron el ministro de Cultura de Turquía, funcionarios gubernamentales, embajadores de varios países, el patriarca Mesrob II (líder espiritual de la comunidad armenia ortodoxa de Turquía) y una delegación de Armenia encabezada por el secretario del ministro de Cultura de Armenia y un gran grupo de periodistas invitados de muchas organizaciones de noticias de todo el mundo.
Luego de controversias una cruz fue erigida en la parte superior de la iglesia el 2 de octubre de 2010. La cruz fue enviada por el patriarcado armenio de Estambul a Van en avión. Mide 2 metros de altura y pesa 110 kilogramos. Se colocó sobre la iglesia después de ser santificado por clérigos armenios. Desde 2010, todos los años también se celebra una misa en la iglesia.

## Episcopologio
Lista de catolicós de Aghtamar según N. Akinyan, (en lengua armenia entre paréntesis):

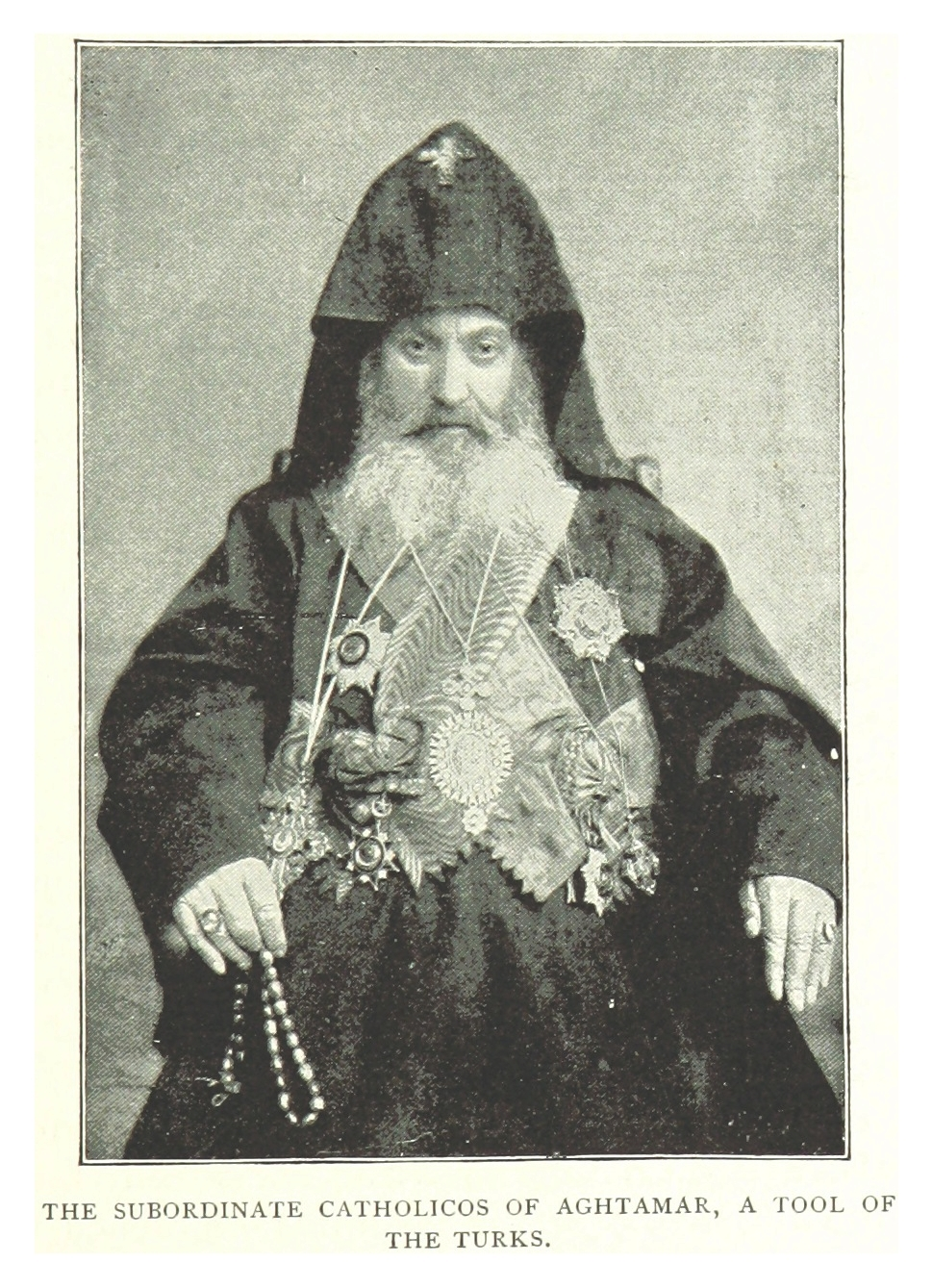
Khacatur III Shiroyan, último catolicós de Aghtamar.

- Davit I Thornikian (Դավիթ Ա) (1113-c. 1165)
- Stepanos I Aluz (Ստեփանոս Ա Ալուզ) (c. 1165-c. 1185/1190)
- Anónimo (c. 1185/90-????)
- Stepanos II Nkaren (Ստեփանոս Բ Նկարեն) (mencionado en 1223-falleció en 1272)
- Stepanios III Tegha Sefitinyan (Ստեփանոս Գ Տղա Սեֆեդինյան) (1272-c. 1296)
- Zacharia I Sefitinyan (Զաքարիա Ա Սեֆեդինյան) (1296-1336)
- Stepanos III Sefitinyan (Ստեփանոս Գ) (mencionado en 1340-falleció en 1346)
- Davit II (Դավիթ Բ) (1346-c. 1368)
  - Nerses Bolat como catolicós concurrente (Ներսես Բոլատ (1316, 1324, 1371)
- Zacharia II Nahatak (mártir) (Զաքարիա Բ Նահատակ) (1369-1393)
- Davit III (Դավիթ Գ) (1393-1433)
- Zacharia III (Զաքարիա Գ) (1434-1464)
- Stepanos IV Tegha (Ստեփանոս Դ Տղա) (1465-1489)
- Zacharia IV (Զաքարիա Դ) (1489-c. 1496)
- Atom (Ատոմ) (mencionado en 1496, 1497, 1499, 1507)
- Hovhannes (Հովհաննես) (mencionado en 1512)
- Grigoris I Metz (Գրիգորիս Ա Աղթամարցի (Մեծ)) (c. 1512-c. 1544)
- Grigoris II Sefitinyan Pokr (Գրիգորիս Բ Սեֆեդինյան, Աղթամարցի (Փոքր)) (c. 1544-c. 1586)
- Grigoris III Pokr (Գրիգորիս Գ Փոքր) (mencionado en 1595, 1602, 1604, 1605)
- Martiros Mokatsi o Martiros Gurji Peshruk (Մարտիրոս Մոկացի o Մարտիրոս Գուրջի Փշրուկ) (1660-1662)
- Petros I (Պետրոս Ա) (falleció en 1670)
- Stepanos IV (Ստեփանոս Դ) (mencionado en 1671)
- Philibbos I (Փիլիպպոս Ա) (mencionado en 1671)
- Karapet I (Կարապետ Ա) (mencionado en 1677)
- Hovhannes II Tutunji (Հովհաննես Բ Թութունջի) (mencionado en 1679)
- Thovma I (Թովմա Ա) (1681-1698)
  - Avetis anticatolicós (Ավետիս հակաթոռ կաթողիկոս) (mencionado en 1698)
- Sahak I Artsketsi (Սահակ Ա Արծկեցի) (mencionado en 1698)
- Hovhannes III Ketsuk) (Հովհաննես Գ Կեծուկ (mencionado en 1699-1704)
- Hayrapet I Paykhetsi (Հայրապետ Ա Փայխեցի) (mencionado en 1706)
- Grigor IV Gavashetsi (Գրիգոր Դ Գավաշեցի) (mencionado en 1707, 1711)
- Hovhannes IV Hayotstsoretsi (Հովհաննես Դ Հայոցձորեցի (mencionado en 1720)
- Grigor V Hizantsi (Գրիգոր Ե Հիզանցի) (mencionado en 1725)
- Paghtasar I Paghishetsi (Բաղդասար Ա Բաղիշեցի) (mencionado en 1735-1736)
- Nigoghayos I Spatakertsi (Նիկողայոս Ա Սպարկերտցի) (1736-1751)
- Grigor V (Գրիգոր Ե) (c. 1751-1761)
- Thovma II Aghtamartsi (Թովմա Բ Աղթամարցի) (c. 1761-1783)
- Karapet II Ghremfasments (Կարապետ Բ Ղռըմֆասմենց (1783-1787)
- Marcos I Shatakhetsi (Մարկոս Ա Շատախեցի) (1788-1791)
- Theodoros I (Թեոդորոս Ա) (mencionado en 1792-1794)
- Michael I (Միքայել Ա) (mencionado en 1796)
- Karapet II (Կարապետ Բ) (falleció c. 1813)
- Khachatur I Vanetsi (Խաչատուր Ա Վանեցի) (1813-1814)
- Karapet III (Կարապետ Գ) (falleció c. 1823)
- Harutiun I (Հարություն Ա) (falleció c. 1823)
- Hovhannes V Shatakhetsi) (Հովհաննես Ե Շատախեցի) (1823-1843)
- Khachatur II Mokatsi (Խաչատուր Բ Մոկացի) (c. 1844-1851)
- Gabriel I Shiroyan (Գաբրիել Ա Շիրոյան) (1851-1857)
- Petros II Byulyul (Պետրոս Բ Բյուլյուլ) (1858-1864)
- Khacatur III Shiroyan (Խաչատուր Գ Շիրոյան) (1864-1895)